# Phthirusa salicifolia
Phthirusa salicifolia là một loài thực vật có hoa trong họ Loranthaceae. Loài này được (Mart.) G. Don miêu tả khoa học đầu tiên năm 1834.